# يورتيجي
يورتيجي (بالإيطالية: Ortisei)‏ هي بلدة يبلغ عدد سكانها 4,637 نسمة في جنوب تيرول في شمال إيطاليا. وتعتبر فال جاردينا ودولوميت، سلسلة جبلية، جزءًا من جبال الألب.

## السكان
في سنة 2011 بلغ عدد السكان 4٬653 نسمة.
يظهر هذا المخطط البياني تطور النمو السكاني لـ يورتيجي

## أعلام
- جيورجيو مورودر
- لويس ترينكر